# مات هيل (كاتب أغاني)
مات هيل (بالإنجليزية: Matt Hill)‏ هو كاتب أغاني أمريكي، ولد في 17 يونيو 1985 في روكي ماونت في الولايات المتحدة.